# Kuhnelke
Die Kuhnelke (Gypsophila vaccaria (L.) Sm., Syn.: Vaccaria hispanica (Mill.) Rauschert), auch Kuhkraut oder Saat-Kuhnelke genannt, ist eine Pflanzenart der Gattung der Gipskräuter (Gypsophila) innerhalb der Familie der Nelkengewächse (Caryophyllaceae). Sie ist ursprünglich im gemäßigten Eurasien verbreitet und in Nord- sowie Südamerika, Südafrika und Australien ein Neophyt.

## Beschreibung

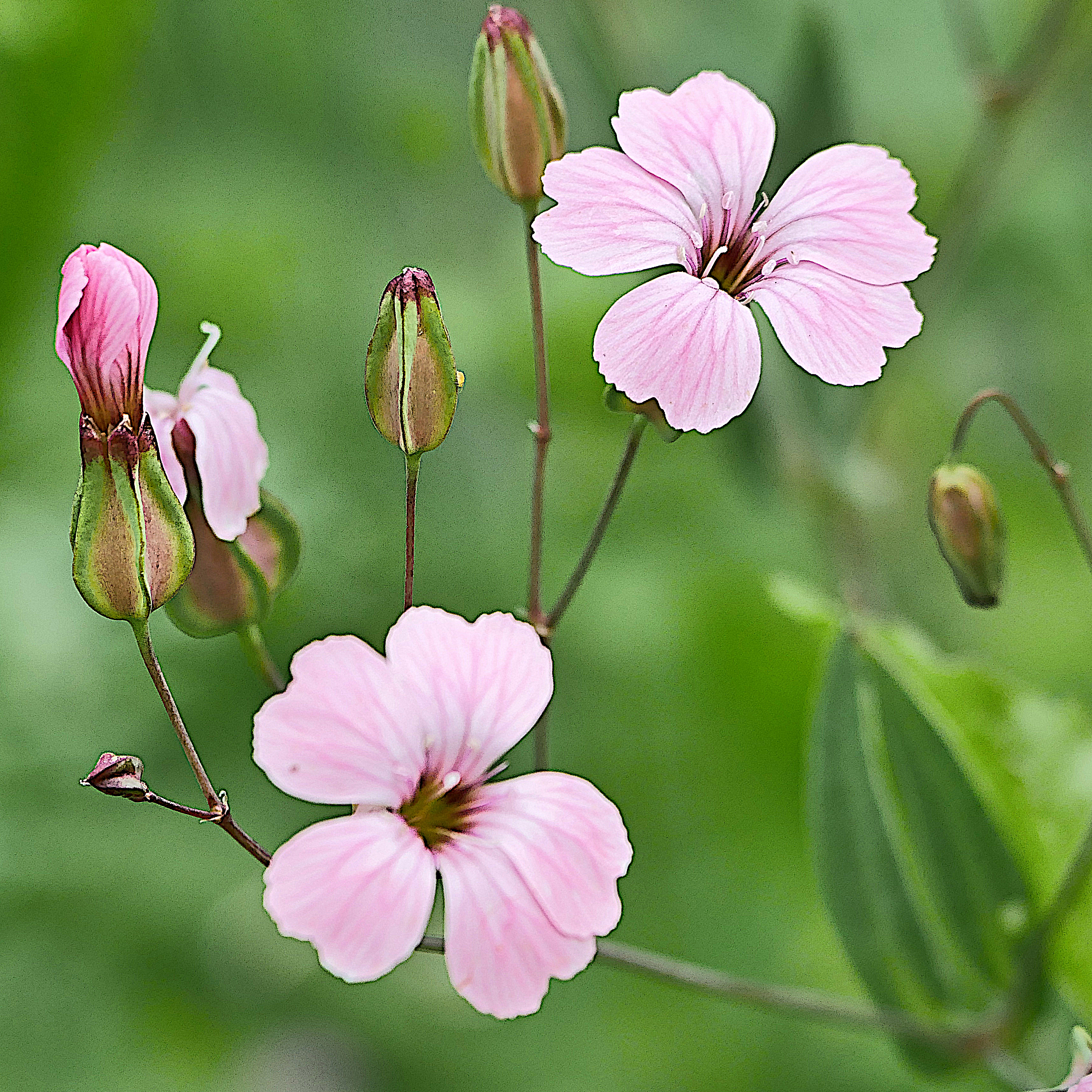
Ausschnitt eines Blütenstands

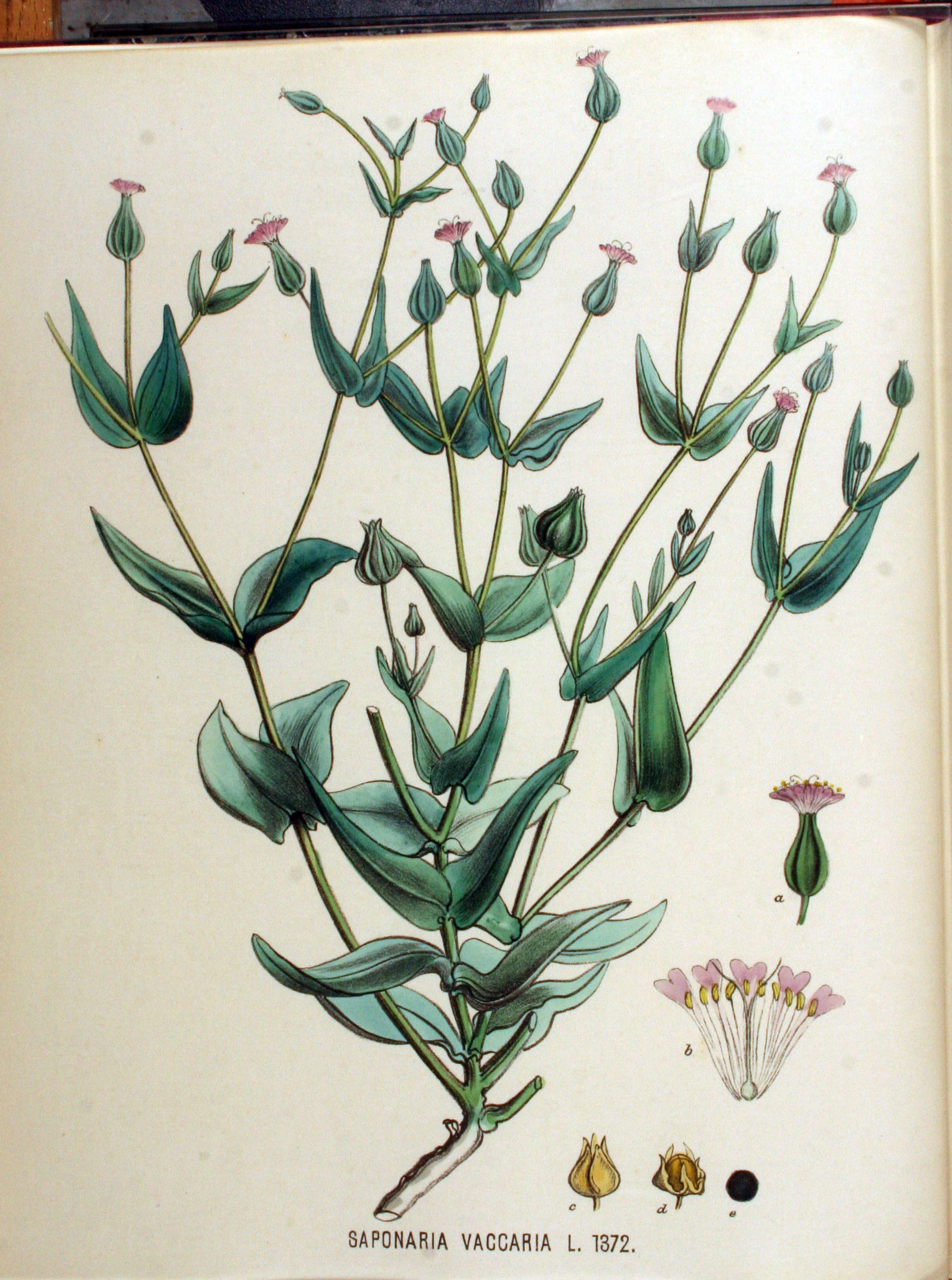
Illustration aus Jan Kops, F. W. van Eeden: Flora Batava. Afbeelding en Beschrijving der Nederlandsche Gewassen. Volume 18, Deel 1889

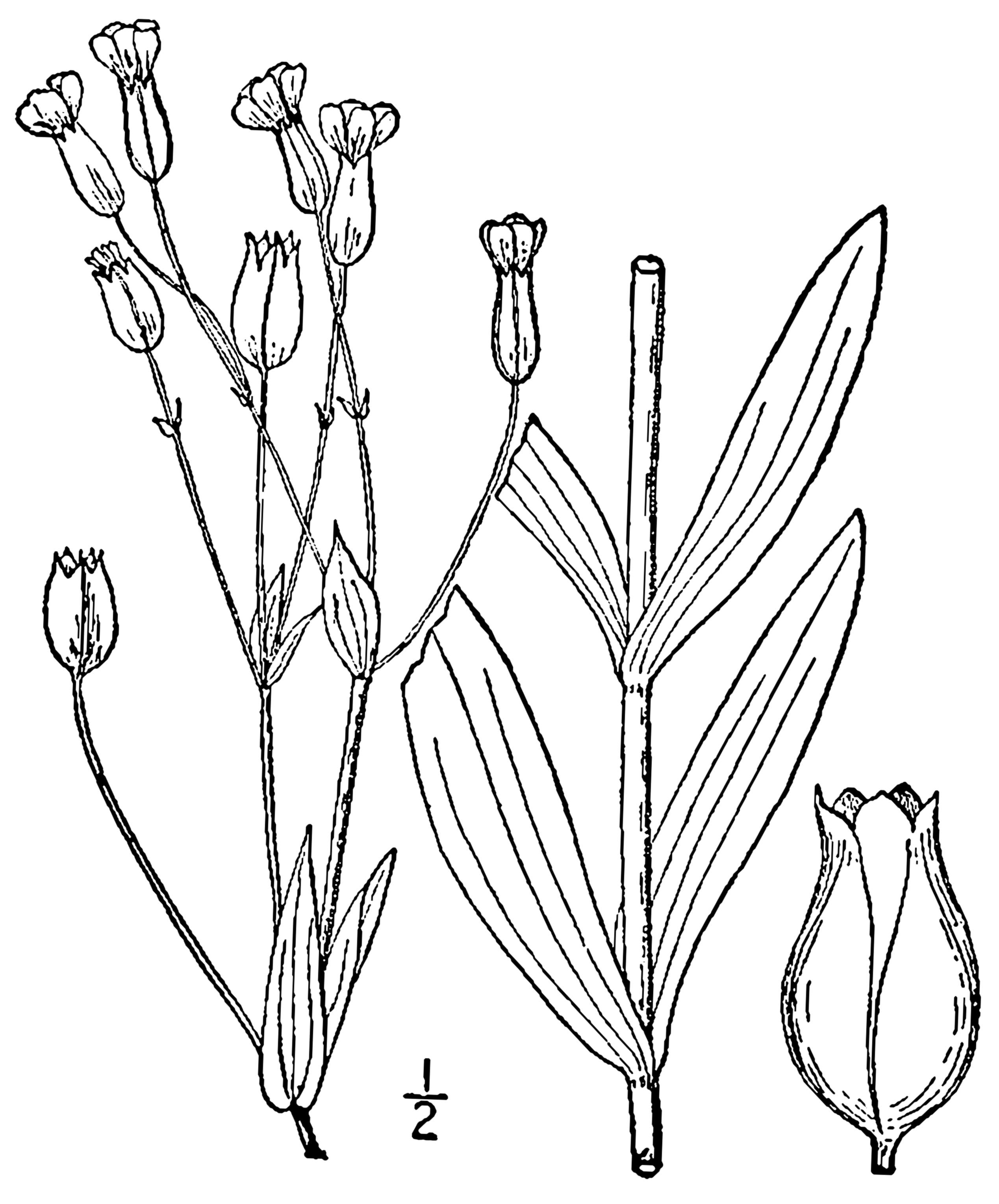
Illustration

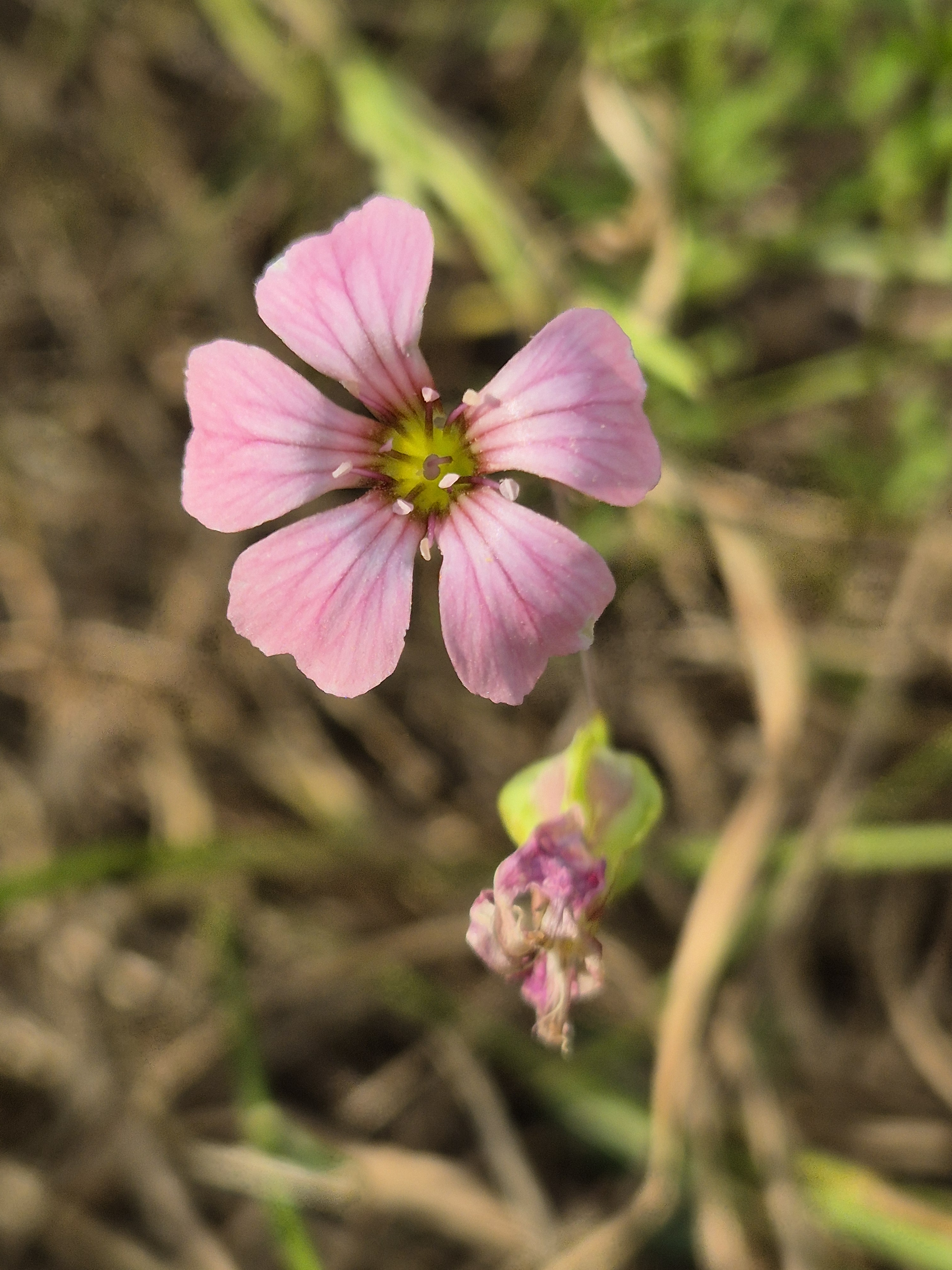
Blüte von oben

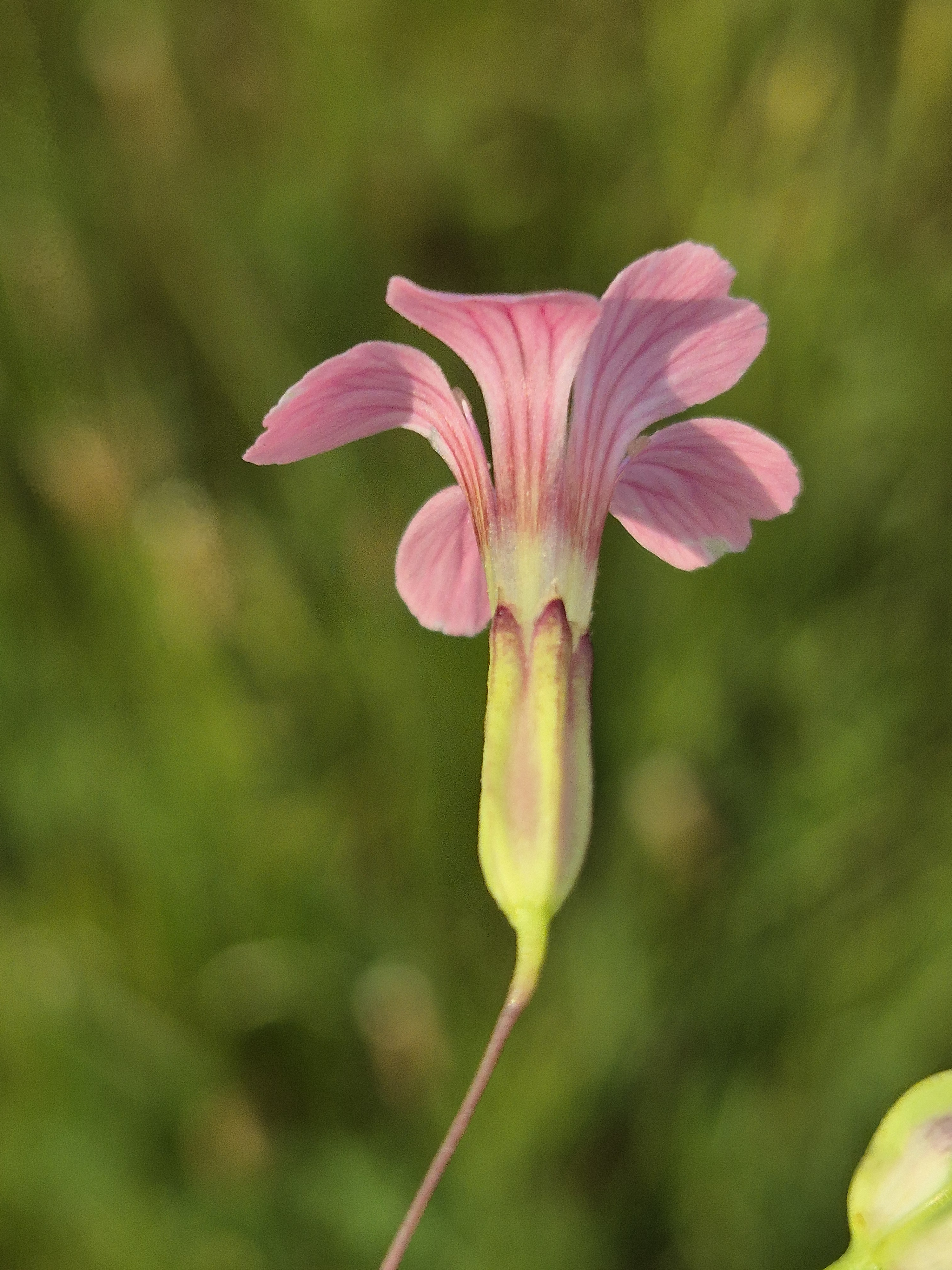
Blüte von der Seite mit Kelch- und Kronblättern

### Erscheinungsbild und Blatt
Die Kuhnelke wächst als sommergrüne, einjährige krautige Pflanze und erreicht Wuchshöhen von meist 20 bis 70 (8 bis 100) Zentimetern. Die oberirdischen, vegetativen Pflanzenteile sind kahl und blaugrün. Es wird eine gedrungene Pfahlwurzel gebildet. Der selbständig aufrechte, meist erst im oberen Bereich dichotom verzweigte Stängel ist kahl und grau-grün.
Die Laubblätter sind gegenständig am Stängel angeordnet. Die untersten Laubblätter sind kurz gestielt und die oberen sind sitzend. Die einfache Blattspreite ist bei einer Länge von 2 bis 10 Zentimetern und einer Breite von 1,5 bis 4 Zentimetern lanzettlich bis eiförmig oder eiförmig-lanzettlich mit gerundeter bis herzförmiger und stängelumfassender Spreitenbasis und spitzem bis stumpfem oberem Ende. Es ist nur ein Hauptnerv erkennbar.

### Blütenstand und Blüte
In endständigen, aufrechten, lockeren, reich verzweigten, schirmrispigen Blütenständen in Form von Dichasien stehen meist 16 bis 50 (10 bis 100) Blüten zusammen; die Blütenstände sind oben meist flach. Die paarweisen, gegenständigen Tragblätter sind laubblattähnlich und lanzettlich mit einem grünen Mittelnerv. Die aufrechten Blütenstiele sind meist 10 bis 30 (5 bis 55) Millimeter lang.
Die meist zwittrigen Blüten sind radiärsymmetrisch und fünfzählig mit doppelter Blütenhülle. Die fünf kahlen, bei einer Länge von 1 bis 1,5 Zentimetern und einer Breite von 5 bis 10 Millimetern schmal eiförmigen Kelchblätter sind zu einer, bei einer Länge von 7,5 bis 17 Millimetern und einem Durchmesser von 1,5 bis 9 Millimetern, zylindrischen bis urnenförmigen oder bauchigen, weißlich-grünen Kelchröhre verwachsen, sie besitzt fünf Nerven. Jedes Kelchblatt ist auffällig scharf kantig bis gekielt oder besitzt einen mehr oder weniger grünen, höchsten 1 Millimeter breiten Flügel mit schnurartigen Randnerven; zwischen den Kanten oder Flügeln ist die Kelchröhre fast häutig. Die Kelchröhre ist deutlich länger als die Kelchzähne. Die fünf grünen, einnervigen Kelchzähne sind bei einer Länge von 1,5 bis 3 Millimetern eiförmig bis breit-dreieckig mit spitzen oder zugespitzten oberen Enden und grünen oder rötlichen trockenhäutigen Rändern. Nach der Anthese bläht sich der untere Bereich der Kelchröhre auf. Die fünf freien, 14 bis 25 Millimeter langen und 2 bis 3 Millimeter breiten Kronblätter setzen sich aus einem bei einer Länge von 8 bis 14 Millimetern relativ langen grünlichen keilförmigen Nagel und einer rosafarbenen bis mehr oder weniger roten Platte, die bei einer Länge von 3 bis 8 Millimetern verkehrt-lanzettlich bis verkehrt-eiförmig oder verkehrt-herzförmig ist mit ausgebissenem bis zweiteiligem oberem Ende zusammen. Es ist keine Nebenkrone vorhanden. Die zehn fertilen Staubblätter überragen die Blütenkrone nicht. Die untereinander freien Staubfäden sind mit den Kronblättern verwachsen. An der Basis der Staubfäden befinden sich Nektarien. Zwei Fruchtblätter sind zu einem oberständigen, einkammerigen Fruchtknoten verwachsen (manchmal sind die Fruchtblätter im oberen Bereich nicht vollständig verwachsen), der viele Samenanlagen enthält. Die zwei fadenförmigen Griffel sind 10 bis 12 Millimeter lang und überragen die Blütenkrone etwas; sie sind im oberen Bereich kahl. Auf der Oberseite der Griffel befindet sich linealisch geformt das papillöse (bei 30-facher Vergrößerung erkennbar) Narbengewebe.

### Frucht und Samen
Der Fruchtstiel ist 0,5 bis 1 Millimeter lang. Der kugelig aufgeblasene Kelch umhüllt die Frucht. Die bei einem Durchmesser von 8 bis 10 Millimetern längliche, eiförmige bis fast kugelige Kapselfrucht öffnet sich das Exocarp mit vier aufwärtsgerichteten bis zurückgekrümmten Zähnen, das Endokarp öffnet sich unregelmäßig. Eine Kapselfrucht enthält etwa zehn Samen. Die Samen sind bei einem Durchmesser von 1,6 bis 2,5 Millimetern mehr oder weniger kugelig und seitlich abgeflacht. Die rot-braune bis schwarze Samenschale ist mit feinen, flachen Warzen bedeckt, besitzt aber zum Unterschied zu einigen verwandten Gattungen keine Flügel oder Anhängsel. Der Embryo ist gekrümmt.

### Chromosomensatz
Die Chromosomengrundzahl beträgt x = 15; es liegt Diploidie vor, also eine Chromosomenzahl von 2n = 30.

## Inhaltsstoffe
Die Samen und andere Pflanzenteile enthalten Saponine und sind deshalb für den Menschen, aber viel stärker für Fische giftig. Weitere bioaktive Inhaltsstoffe der Kuhnelke sind beispielsweise Phenole und Cyclopeptide.

## Phänologie
Die Blütezeit dauert etwa drei Monate und reicht in Mitteleuropa je nach Standort von Juni bis September, meist von Juli bis August. In China reicht die Blütezeit von April bis Juli. In Nordamerika blüht die Kuhnelke im Frühling und Sommer und in Australien zwischen Oktober und Dezember.
In China reifen die Früchte zwischen Mai und August.

## Ökologie
Die Kuhnelke ist eine Therophyt, sie ist winterannuell. Sie wurzelt bis 60 Zentimeter tief.
Die Keimung erfolgt im Herbst und der Sämling überdauert den Winter. Die besten Keimergebnisse werden bei Dunkelheit und relativ niedrigen Temperaturen erzielt. Es wird im Boden keine dauerhafte Samenbank gebildet, dies ist der Grund dafür, dass Bestände, die durch Saatgutverschleppung gebildet wurden, nicht beständig sind. Bei Trockenheit im Sommer bei voller Sonne welken die Exemplare und sterben ab.
Gynomonözie ist zwar nachgewiesen, kommt allerdings selten vor. Meist sind die Blüten zwittrig. Die Blüten werden durch Tagfalter bestäubt, weil nur sie mit ihren langen Rüsseln den Nektar am Grund der Blütenröhre erreichen können. Häufiger tritt aber Selbstbestäubung auf. Es liegt Selbstkompatibilität vor.
Die Diasporen sind die Samen und es erfolgt Windausbreitung.

## Vorkommen und Gefährdung
Die Kuhnelke ist im gemäßigten Eurasien verbreitet. Das ursprüngliche Verbreitungszentrum der Kuhnelke befindet sich im Mittelmeergebiet mit Vorderasien. Die Kuhnelke ist mit Saatgut weltweit verschleppt worden. In Europa gibt es nur die Unterart Vaccaria hispanica subsp. hispanica. Natürliche Vorkommen in Europa und dem Mittelmeerraum gibt es in Portugal, Spanien (einschließlich der Balearen), Frankreich (einschließlich Korsika), Italien (einschließlich Sardinien sowie Sizilien), Malta, in der Ukraine (einschließlich der Krim), in Ungarn, im ehemaligen Jugoslawien, in Bulgarien, Rumänien, Albanien, Griechenland (einschließlich der Inseln der östlichen Ägäis, Kreta sowie benachbarter Inseln) Zypern, im europäischen sowie asiatischen Teil der Türkei, in Israel, Jordanien, im Libanon, in Syrien, Ägypten (einschließlich des Sinai), Libyen, Tunesien, Marokko und Algerien. In Deutschland findet man nur die Unterart Vaccaria hispanica subsp. hispanica, die in Deutschland zwar als Ackerbeikraut eingeschleppt wurde, aber als Archaeophyt gilt. In Weizenfeldern gedeiht sie in den chinesischen Provinzen: Anhui, Gansu, Guizhou, Hebei, Henan, Hubei, Hunan, Jiangsu, Jiangxi, Nei Mongol, Ningxia, Qinghai, Shaanxi, Shandong, Shanxi, Xinjiang, Xizang sowie Yunnan.
In Nord- sowie Südamerika, Südafrika und Australien ist sie ein Neophyt. In Australien findet man die Kuhnelke in Getreidefeldern in den Bundesstaaten New South Wales, Queensland, Victoria, Western Australia sowie South Australia. In Nordamerika gedeiht die Kuhnelke auf Feldern und Ruderalflächen in Höhenlagen zwischen 0 und 2400 Metern; Fundorte gab es in vielen Bundesstaaten Kanadas und der USA, aber an manchen dieser Fundorte sind die Bestände erloschen. Als Beikraut wächst die Kuhnelke in Feldern in Pakistan in Chitral, Swat, Hazara, Punjab und Baluchistan. Auf den britischen Inseln gibt es immer wieder wildwachsende Bestände auf Feldern und Ruderalflächen, die sich als Gartenflüchtlinge oder durch eingeschlepptes Saatgut und Vogelfutter entwickeln.
Sie besiedelt in den klimatisch begünstigten Gebieten Mitteleuropas Getreide- oder Kleeäcker ist aber – abgesehen von den östlichen Bundesländern in Österreich – meist unbeständig. Seit einigen Jahren kann man die Kuhnelke zuweilen auch in Klee-Gras-Mischsaaten alternativ wirtschaftender landwirtschaftlicher Betriebe antreffen, sofern diese ihr Saatgut aus Südeuropa importieren. In der Schweiz gedeiht sie in Getreidefeldern und Schuttplätzen in warmen Lagen in den kollinen bis montanen Höhenstufen.
Die Kuhnelke gedeiht in Mitteleuropa auf sommerwarmen, trockenen, kalkreichen oder doch zumindest kalkhaltigen, lehmigen oder tonigen, lockeren und daher oft steinigen Böden, die nährstoffreich sein sollen und die mäßig stickstoffreich sein dürfen.
Die Zeigerwerte nach Ellenberg sind: Lichtzahl: 7 = Halblichtpflanze, Temperaturzahl: 6 = Mäßigwärmezeiger- bis Wärmezeiger, Kontinentalitätszahl: 7 = subkontinental bis kontinental, Feuchtigkeitszahl: 2 = Starktrocknis- bis Trockniszeiger, Reaktionszahl: 9 = Basen- und Kalkzeiger, Stickstoffzahl: 3 = auf stickstoffarmen Standorten häufiger, Salzzahl: 0 = nicht salzertragend, Feuchtewechsel: keinen Wechsel der Feuchte zeigend, Schwermetallresistenz: nicht schwermetallresistent. Die Zeigerwerte für den Zivilisationseinfluss auf den Standort nach Kunick 1974 und Frank & Klotz 1988 sind: menschlicher Einfluss (Hemerobie): 5 (alpha-euhemerob = starker menschlicher Einfluss) und die Bindung an Städte (Urbanität) ist urbanophob (nur außerhalb von Städten). Sie kommt in der pflanzensoziologischen Gesellschaft Caucalion = Getreideunkrautgesellschaften vor. Die Hauptvorkommen befinden sich in der Formation „Äcker und kurzlebige Unkrautfluren“. Die Kuhnelke ist Kennart des Verbandes Caucalidion lappulae Tx. 1950.
Die ökologischen Zeigerwerte nach Landolt et al. 2010 sind in der Schweiz: Feuchtezahl F = 1+w (trocken aber mäßig wechselnd), Lichtzahl L = 4 (hell), Reaktionszahl R = 4 (neutral bis basisch), Temperaturzahl T = 4 (kollin), Nährstoffzahl N = 3 (mäßig nährstoffarm bis mäßig nährstoffreich), Kontinentalitätszahl K = 4 (subkontinental).
Die Kuhnelke ist zentraleuropaweit stark gefährdet und in den Roten Listen der gefährten Pflanzenarten in Deutschland, in Österreich sowie in der Schweiz als vom Aussterben bedroht bewertet. Da diese Art in Deutschland an allen Fundorten vom Aussterben bedroht ist, gibt es in deutschen botanischen Gärten Erhaltungskulturen und Wiederansiedlungsversuche.

## Systematik und Verbreitung
Die Erstveröffentlichung erfolgte 1753 unter dem Namen Saponaria vaccaria durch Carl von Linné in Species Plantarum, Tomus 1, Seite 409 als . Die Gattung Vaccaria wurde 1776 durch Nathanael Matthaeus von Wolf in Genera Plantarum vocabulis characteristicis definita, 3 aufgestellt. Ein Homonyme von Vaccaria Wolf ist Vaccaria Medik. (veröffentlicht in Philosophische Botanik, Band 1, 1789, S. 96). Die Neukombination zu Vaccaria hispanica (Mill.) Rauschert wurde 1966 Stephan Rauschert Feddes Repertorium, Volume 73, Issue 1, S. 52 veröffentlicht.

### Botanische Geschichte
Der Gattungsname Vaccaria ist vom lateinischen Wort vacca „Kuh“ und von -aria „betreffend“ abgeleitet, da es angeblich ein gutes Futter sei. Das Artepitheton hispanica bezieht sich auf das Ursprungsland des Typusmaterials Spanien.
Vaccaria hispanica war die einzige Art der Pflanzengattung Vaccaria aus der Tribus Caryophylleae innerhalb der Familie Caryophyllaceae. Manche Autoren stellten in Vaccaria in die Gattung Saponaria. Bei manchen Autoren wird eine Artenzahl von bis zu vier genannt. Doch bei einigen Autoren gilt Vaccaria als monotypische Gattung und enthält nur die Art Vaccaria hispanica (Mill.) Rauschert. Wenn nur eine Art enthalten ist, dann wurde sie in mehrere Unterarten gegliedert, ansonsten haben diese Unterarten den Rang einer Art.
Von der Art Vaccaria hispanica (Mill.) Rauschert gibt es bei einigen Autoren drei Unterarten:
- Vaccaria hispanica (Mill.) Rauschert subsp. hispanica
- Vaccaria hispanica subsp. liniflora (Boiss. & Hausskn.) Greuter & Burdet (Syn.: Saponaria liniflora Boiss. & Hausskn., Vaccaria liniflora (Boiss. & Hausskn.) Bornm.): Sie kommt nur in Kleinasien vor.[20]
- Vaccaria hispanica subsp. oxyodonta (Boiss.) Greuter & Burdet (Syn.: Vaccaria oxyodonta Boiss., Saponaria oxyodonta (Boiss.) Boiss.): Sie kommt nur in Kleinasien vor.[20]

### Akzeptierter Artname seit 2018
Molekulargenetische Daten zeigen, dass Vaccaria hispanica (Mill.) Rauschert in eine Klade mit Gypsophila-Arten gehört. Deshalb ist seit Madhani et al. 2018 der akzeptierte Name dieser Art Gypsophila vaccaria (L.) Sm. Die Neukombination zu Gypsophila vaccaria (L.) Sm. erfolgte 1809 James Edward Smith in Florae Graecae Prodromus, 1, Seite 279. Madhani et al. 2018 sind Synonyme für Gypsophila vaccaria (L.) Sm.: Lychnis vaccaria (L.) Scop., Saponaria hispanica Mill., Saponaria liniflora Boiss. & Hausskn., Saponaria oxydonta (Boiss.) Boiss., Saponaria perfoliata Roxb. ex Willd., Saponaria rubra Lam., Saponaria segetalis Neck., Saponaria vaccaria L., Saponaria vaccaria var. grandiflora Fisch. ex DC., Silene vaccaria (L.) E.H.L. Krause, Vaccaria arvensis Link, Vaccaria brachycalyx Pau, Vaccaria grandiflora (Fisch. ex DC.) Jaub. & Spach, Vaccaria hispanica (Mill.) Rauschert, Vaccaria hispanica subsp. grandiflora (Fisch. ex DC.) Holub, Vaccaria hispanica subsp. liniflora (Boiss. & Hausskn.) Greuter & Burdet, Vaccaria hispanica subsp. oxyodonta (Boiss.) Greuter & Burdet, Vaccaria hispanica var. grandiflora (Fisch. ex DC.) J. Léonard, Vaccaria hispanica var. liniflora (Boiss. & Hausskn.) J. Léonard, Vaccaria liniflora (Boiss. & Hausskn.) Bornm., Vaccaria oxydonta Boiss., Vaccaria parviflora Moench, Vaccaria perfoliata Halácsy, Vaccaria perfoliata (Roxb. ex Willd.) Sweet, Vaccaria perfoliata var. grandiflora (Fisch. ex DC.) Halácsy, !Vaccaria pyramidata Medik., Vaccaria pyramidata var. liniflora (Boiss. & Hausskn.) Cullen, Vaccaria pyramidata var. oxyodonta (Boiss.) Zohary, Vaccaria segetalis (Neck.) Garcke ex Asch., Vaccaria sessilifolia Sweet, Vaccaria vulgaris Host. Damit gibt es seit 2018 keine Subtaxa mehr bei der Art Gypsophila vaccaria.

## Nutzung
Die Laubblätter werden als Würzkraut genutzt. Die Samen werden gemahlen in Speisen verwendet. Sie sind reich an Stärke und enthalten 13,8 bis 16,1 % Proteine und 1,6 bis 3,2 % Fette – pro 100 g also etwa 15 g Proteine und etwa 2,5 g Fette. Die Samen enthalten Saponine und sind für den Menschen deshalb etwas giftig.
Die Samen werden in der traditionellen chinesischen Medizin verwendet. Die Saatdroge besitzt die Bezeichnung Semen vaccariae. Pharmakologische Untersuchungen ergaben vielfältige medizinische Wirkungen. Bioaktive Inhaltsstoffe der Kuhnelke sind beispielsweise Phenole, zyklische Peptide und Saponine. Es wird zur Gewinnung seiner Triterpenoid-Saponine angebaut und kann 90 bis 100 Tage nach der Aussaat geerntet werden.
Die Kuhnelke wird seit 1548 als Zierpflanze verwendet.

## Trivialnamen
Es gibt viele Trivialnamen in unterschiedlichen Sprachen:
- Englische Sprache: Cowcockle, Cowherb,[8] Cow Soapwort,[25] Cow Herb, Cow Cockle, Bladder-soapwort, Field Vaccaria,[31] Prairie Carnation
- Arabische Sprache: فول العرب[31]
- Chinesische Sprache: 王不留行 （本草纲目）, 环留行, 麦蓝子, 麦蓝子 （河南, 陕西）,[31] 麦蓝菜 mai lan cai[5]
- Finnische Sprache: Toukokukka[31]
- Französische Sprache: saponaire des vaches,[8] Vaccaire d’Espagne[27]
- Italienische Sprache: Cetino dei campi[27][16]

## Weiterführende Literatur
- H. Zhang, K. Wang, J. Wu, Y. Chen, P. He: A new flavonoid glycoside from Vaccaria hispanica. In: Natural Product Communications, Volume 6, Issue 11, 2011, S. 1599–602.
- Sasha W. Eisenman, David E. Zaurov, Lena Struwe: Medicinal Plants of Central Asia: Uzbekistan and Kyrgyzstan: Uzbekistan and Kyrgyzstan, Springer, 2012. ISBN 978-1-4614-3912-7 Vaccaria hispanica auf S. 253 in der Google-Buchsuche